# Megatriorchis
Megatriorchis is een monotypisch geslacht van vogels uit de familie van de havikachtigen (Accipitridae). De enige soort:
- Megatriorchis doriae – Doria's havik